# وود ريفر
وود ريفر (إلينوي) (بالإنجليزية: Wood River, Illinois)‏ هي مدينة تقع في الولايات المتحدة في إلينوي. يقدر عدد سكانها بـ 10,657 نسمة .

## التركيبة السكانية
حدّد مكتب تعداد الولايات المتحدة بيانات التركيبة السكانية لوود ريفر في تعداد الولايات المتحدة. في ما يلي، التركيبة السكانية حسب تعدادي 2000 و2010.

### تعداد عام 2000
بلغ عدد سكان وود ريفر 11,296 نسمة بحسب تعداد عام 2000، وبلغ عدد الأسر 4,725 أسرة وعدد العائلات 2,997 عائلة مقيمة في المدينة. في حين سجلت الكثافة السكانية 603.4 نسمة لكل كيلومتر مربع (1,562.8/ميل2). وبلغ عدد الوحدات السكنية 5,001 وحدة بمتوسط كثافة قدره 267.1 لكل كيلومتر مربع (691.8/ميل2).
وتوزع التركيب العرقي للمدينة بنسبة 97.57% من البيض و0.63% من الأمريكيين الأفارقة و0.27% من الأمريكيين الأصليين و0.45% من الأمريكيين ذوي الأصول الآسيوية و0.35% من الأعراق الأخرى و0.73% من عرقين مختلطين أو أكثر و1.21% من الهسبانيون أو اللاتينيون من أي عرق.
بلغ عدد الأسر 4,725 أسرة كانت نسبة 33% منها لديها أطفال تحت سن الثامنة عشر تعيش معهم، وبلغت نسبة الأزواج القاطنين مع بعضهم البعض 46.2% من أصل المجموع الكلي للأسر، ونسبة 13% من الأسر كان لديها معيلات من الإناث دون وجود شريك، بينما كانت نسبة 4.1% من الأسر لديها معيلون من الذكور دون وجود شريكة وكانت نسبة 36.6% من غير العائلات. تألفت نسبة 31.7% من أصل جميع الأسر من عدة أفراد يعيشون في نفس المنزل ونسبة 14.7% كانت تتألف من شخص يعيش بمفرده يبلغ من العمر 65 عاماً أو أكثر. وبلغ متوسط حجم الأسرة المعيشية 2.36، أما متوسط حجم العائلات فبلغ 2.96.
بلغ العمر الوسطي للسكان 36.4 عاماً. وكانت نسبة 24% من القاطنين تحت سن الثامنة عشر، وكانت نسبة 10.2% بين الثامنة عشر والرابعة والعشرين عاماً، ونسبة 28.5% كانت واقعةً في الفئة العمرية ما بين الخامسة والعشرين والرابعة والأربعين عاماً، ونسبة 20% كانت ما بين الخامسة والأربعين والرابعة والستين، ونسبة 16% كانت ضمن فئة الخامسة والستين عاماً فما فوق. يوجد لكل 100 أنثى 91.0 ذكر، ويوجد لكل 100 أنثى في الثامنة عشر من عمرها فما فوق 87.5 ذكر.

### تعداد عام 2010
بلغ عدد سكان وود ريفر 10,657 نسمة بحسب تعداد عام 2010، وبلغ عدد الأسر 4,445 أسرة وعدد العائلات 2,704 عائلة مقيمة في المدينة. في حين سجلت الكثافة السكانية 569.3 نسمة لكل كيلومتر مربع (1,474.5/ميل2). وبلغ عدد الوحدات السكنية 4,904 وحدة بمتوسط كثافة قدره 262 لكل كيلومتر مربع (678.6/ميل2).
وتوزع التركيب العرقي للمدينة بنسبة 96.29% من البيض و1.45% من الأمريكيين الأفارقة و0.23% من الأمريكيين الأصليين و0.53% من الأمريكيين ذوي الأصول الآسيوية و0.01% من سكان جزر المحيط الهادئ و0.34% من الأعراق الأخرى و1.15% من عرقين مختلطين أو أكثر و1.90% من الهسبانيون أو اللاتينيون من أي عرق.
بلغ عدد الأسر 4,445 أسرة كانت نسبة 30% منها لديها أطفال تحت سن الثامنة عشر تعيش معهم، وبلغت نسبة الأزواج القاطنين مع بعضهم البعض 41.1% من أصل المجموع الكلي للأسر، ونسبة 14% من الأسر كان لديها معيلات من الإناث دون وجود شريك، بينما كانت نسبة 5.7% من الأسر لديها معيلون من الذكور دون وجود شريكة وكانت نسبة 39.2% من غير العائلات. تألفت نسبة 31.8% من أصل جميع الأسر من عدة أفراد يعيشون في نفس المنزل ونسبة 11.9% كانت تتألف من شخص يعيش بمفرده يبلغ من العمر 65 عاماً أو أكثر. وبلغ متوسط حجم الأسرة المعيشية 2.35، أما متوسط حجم العائلات فبلغ 2.95.
بلغ العمر الوسطي للسكان 37.9 عاماً. وكانت نسبة 22.2% من القاطنين تحت سن الثامنة عشر، وكانت نسبة 9.7% بين الثامنة عشر والرابعة والعشرين عاماً، ونسبة 27.1% كانت واقعةً في الفئة العمرية ما بين الخامسة والعشرين والرابعة والأربعين عاماً، ونسبة 25.9% كانت ما بين الخامسة والأربعين والرابعة والستين، ونسبة 15.1% كانت ضمن فئة الخامسة والستين عاماً فما فوق. وتوزع التركيب الجنسي للسكان بنسبة 48.4% ذكور و51.6% إناث.

## أعلام
- دين وينسلو
- غاري لين